# منتخب آيسلندا لكرة القدم
منتخب آيسلندا لكرة القدم (بالآيسلندية: Karlalandslið Íslands í knattspyrnu)‏ هو الممثل الرسمي لآيسلندا، ويتم إدارته من قبل اتحاد آيسلندا لكرة القدم.

## التأهل لكأس العالم
تأهل المنتخب الآيسلندي إلى نهائيات كأس العالم للمرة الأولى في تاريخه، في نهاية الجولة الأولى من التصفيات الأوربية المؤهلة لمونديال روسيا 2018، متصدراً المجموعة الأوربية التاسعة بعد فوزه على كوسوفو بهدفين دون رد، في المباراة التي جمعتهما يوم الإثنين 9 أكتوبر 2017 ليصبح بذلك أصغر الدول سكاناً التي تتأهل إلى المونديال. إلا أنه خسر في المجموعة التي تأهل فيها كرواتيا والأرجنتين.

## قمصان المنتخب عبر التاريخ

### كأس العالم
| كأس العالم 2018 (أساسي) | كأس العالم 2018 (احتياطي) |

### كأس أوروبا
| يورو 2016 (أساسي) | يورو 2016 (احتياطي) |